# Dynastie lagide
Pour les articles homonymes, voir Ptolémée (homonymie).
La dynastie lagide (en grec ancien Λαγίδαι / Lagidai) ou ptolémaïque est une dynastie hellénistique issue du général macédonien Ptolémée, fils de Lagos (d'où l'appellation « lagide »). Cette dynastie règne sur l'Égypte de 323 à 30 av. J.-C. Les souverains lagides portent le titre de basileus (roi) et de pharaon (à partir de Ptolémée II). La dynastie des Lagides peut être considérée comme la XXXIIIe dynastie égyptienne si on considère que la dernière dynastie numérotée de l'Égypte ancienne est la dynastie achéménide (soit la XXXIe dynastie) vaincue par Alexandre le Grand qui, couronné roi d'Égypte, serait alors l'unique représentant d'une XXXIIe dynastie (de 331 à 323 av. J.-C.).
La défaite de Cléopâtre VII et de Marc Antoine face à Octave à la bataille d'Actium en 31 av. J.-C. marque la fin de la dynastie ptolémaïque et de l'Égypte pharaonique. Elle marque aussi pour les historiens modernes la fin de l'époque hellénistique.
La dynastie est d’origine grecque et se réclame comme telle. Aucun Ptolémée ne parle égyptien, sauf Cléopâtre VII, qui est d'ailleurs polyglotte. Les Lagides pratiquent néanmoins certains rites égyptiens, comme le mariage entre frères et sœurs. Le panthéon est adapté pour hybrider les deux cultures. Ainsi Zeus Ammon mêle les traits du dieu égyptien Amon et du dieu grec Zeus.
Aucun tombeau des souverains de la dynastie lagide n'a été retrouvé, mais selon l'égyptologue Zahi Hawass, le tombeau de Cléopâtre VII pourrait se situer à Semoha (en), dans la banlieue d'Alexandrie, où une fouille en 2003 suggère une association possible entre le mausolée de Cléopâtre et un temple d'Isis. Depuis 2006, les recherches se concentrent à Taposiris Magna, à une quarantaine de kilomètres à l'ouest d'Alexandrie, où plusieurs campagnes de fouille du temple ont notamment mis en évidence un cimetière et vingt-deux pièces en bronze frappées du profil de Cléopâtre.

## Rois et reines d'Égypte de la dynastie des Lagides
Sauf précision contraire, les dates de cet article sont sous-entendues « avant l'ère commune » (AEC), c'est-à-dire « avant Jésus-Christ ».
- 323-283 : Ptolémée Ier Sôter (le « Sauveur »), satrape puis roi d'Égypte après 305.
- 283-246 : Ptolémée II Philadelphe (« Qui aime son frère/sa sœur »), pharaon d'Égypte. Fils du précédent.
- 246-222 : Ptolémée III Évergète Ier  (le « Bienfaiteur »), pharaon d'Égypte. Fils du précédent.
- 222-204 : Ptolémée IV Philopator (« Qui aime son père »), pharaon d'Égypte. Fils du précédent.
- 204-181 : Ptolémée V Épiphane Eucharistos (« l'Illustre »), pharaon d'Égypte. Fils du précédent. C'est l'un de ses décrets qui est écrit sur la pierre de Rosette, permettant le déchiffrement des hiéroglyphes au XIXe siècle.
- 181-145 : Ptolémée VI Philométor (« Qui aime sa mère »), pharaon d'Égypte. Fils du précédent.

À partir de Ptolémée VI la nomenclature des divers souverains varie selon que l'on comptabilise ou non Ptolémée VII et Ptolémée Apion ; de plus, autrefois, on donnait souvent le numéro VIII à Ptolémée VII, fils de Ptolémée VI, et le numéro VII à Ptolémée VIII, oncle et assassin du précédent.
- 145-144 : Ptolémée VII Eupator, (« Né d'un père illustre ») ou Néos Philopator (« [Fils] aimant de son père »). Fils du précédent. Sa mère Cléopâtre II assure la régence.
- 144-116 : Ptolémée VIII Évergète II  Tryphon (le « Magnifique »), pharaon d'Égypte (usurpateur). Oncle du précédent, fils de Ptolémée V.
- 116-107 : Ptolémée IX Sôter II , pharaon d'Égypte (1er règne). Fils du précédent. Sa mère Cléopâtre III assure la co-régence.
- 107-88 : Ptolémée X Alexandre Ier  Philométor, pharaon d'Égypte. Frère du précédent, fils de Ptolémée VIII.
- 88-80 : Ptolémée IX Sôter II , pharaon d'Égypte (restauration, 2e règne). Frère du précédent.
- en 80 : Ptolémée XI Alexandre II , pharaon d'Égypte. Neveu du précédent, fils de Ptolémée X.
- 80-58 : Ptolémée XII Aulète (« Le joueur d'aulos ») ou Néos Dionysos (« Nouveau Dionysos »), pharaon d'Égypte (1er règne). Cousin du précédent, fils de Ptolémée IX.
- 58-55 : Bérénice IV, reine d'Égypte. Fille du précédent.
- 55-51 : Ptolémée XII Aulète Néos Dionysos, pharaon d'Égypte (restauration, 2e règne). Père de la précédente.
- 51-30 : Cléopâtre VII Théa Philopator, reine d'Égypte. Fille du précédent. Règne conjointement avec ses frères et époux Ptolémée XIII et Ptolémée XIV, puis avec le général romain Marc Antoine et son fils Ptolémée Césarion.
- 49-47: Arsinoé IV, « l’usurpatrice ». Fille du précédent.
- 51-47 : Ptolémée XIII Dionysos ou Philopator, pharaon d'Égypte. Frère de la précédente. Règne conjointement avec sa sœur et épouse Cléopâtre VII, puis, de 49 à 47 avec son autre sœur, Arsinoé.
- 47-44 : Ptolémée XIV Philopator II , pharaon d'Égypte. Frère cadet de Ptolémée XIII, de Cléopâtre et d'Arsinoé . Règne conjointement avec sa sœur et épouse Cléopâtre VII.
- 44-30 : Ptolémée XV Philopator Philometor Caesar, dit Césarion, pharaon d'Égypte. Neveu des précédents, fils supposé de Jules César et de Cléopâtre VII. Règne conjointement avec sa mère.

## Généalogie
- Lagos
  -  Ptolémée Ier
    -  Ptolémée II
      -  Ptolémée III
        -  Ptolémée IV
          -  Ptolémée V
            -  Ptolémée VI
              -  Ptolémée VII

            -  Ptolémée VIII
              -  Ptolémée X
                -  Ptolémée XI

              -  Ptolémée IX
                -  Ptolémée XII
                  -  Bérénice IV
                  -  Arsinoé IV
                  -  Ptolémée XIII
                  -  Ptolémée XIV
                  -  Cléopâtre VII
                    -  Ptolémée XV

## Galeries des rois et régentes

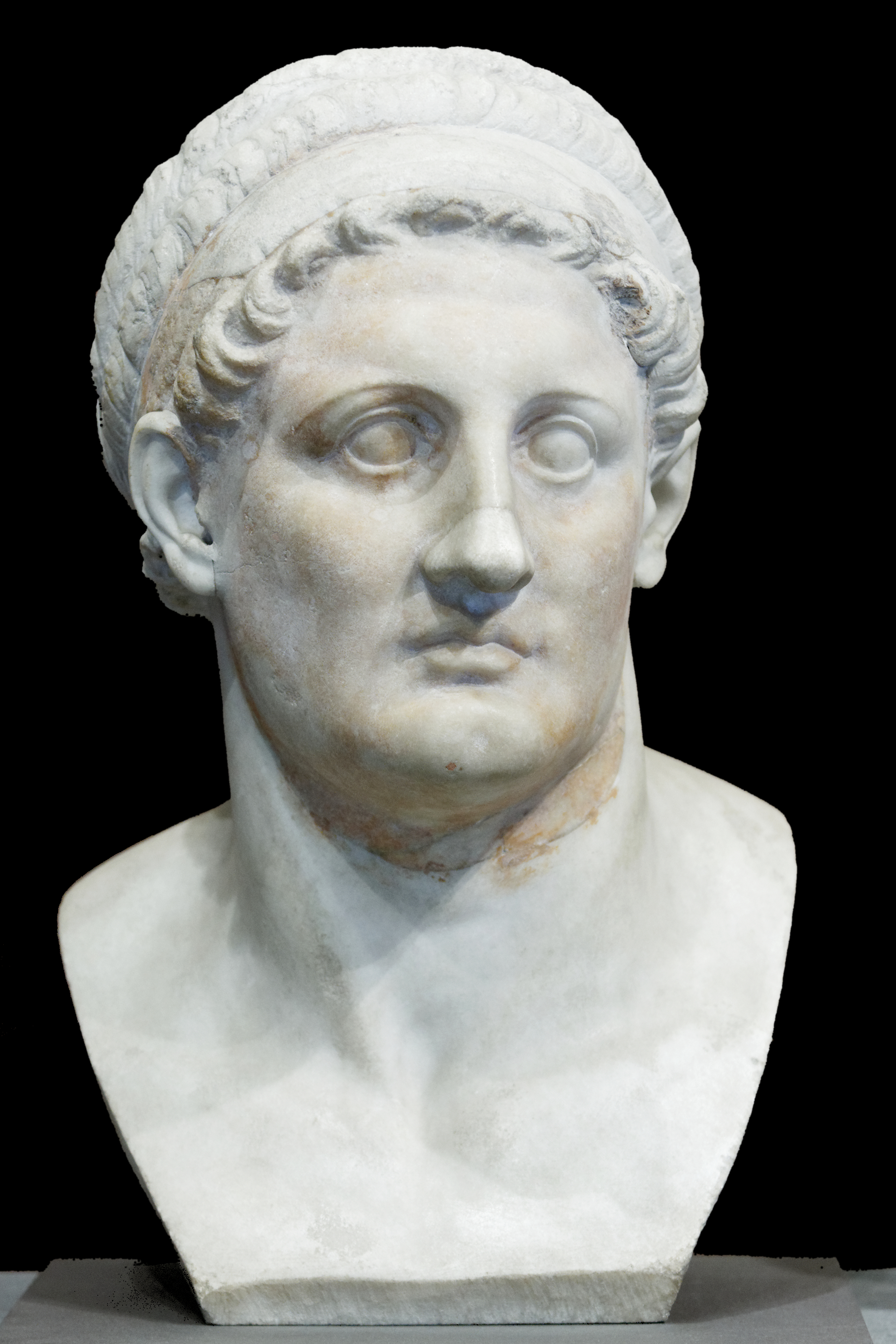
Ptolémée Ier
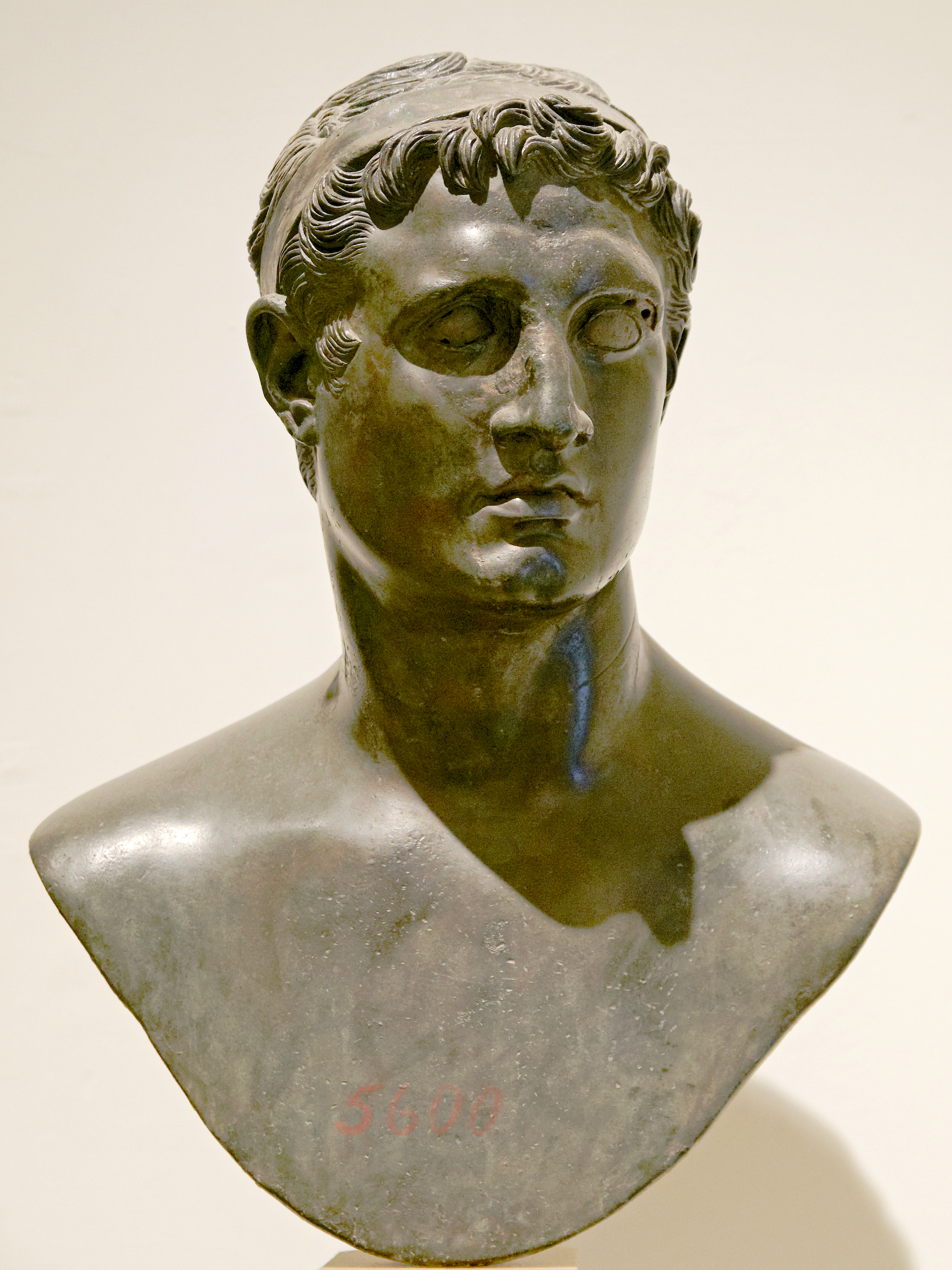
Ptolémée II
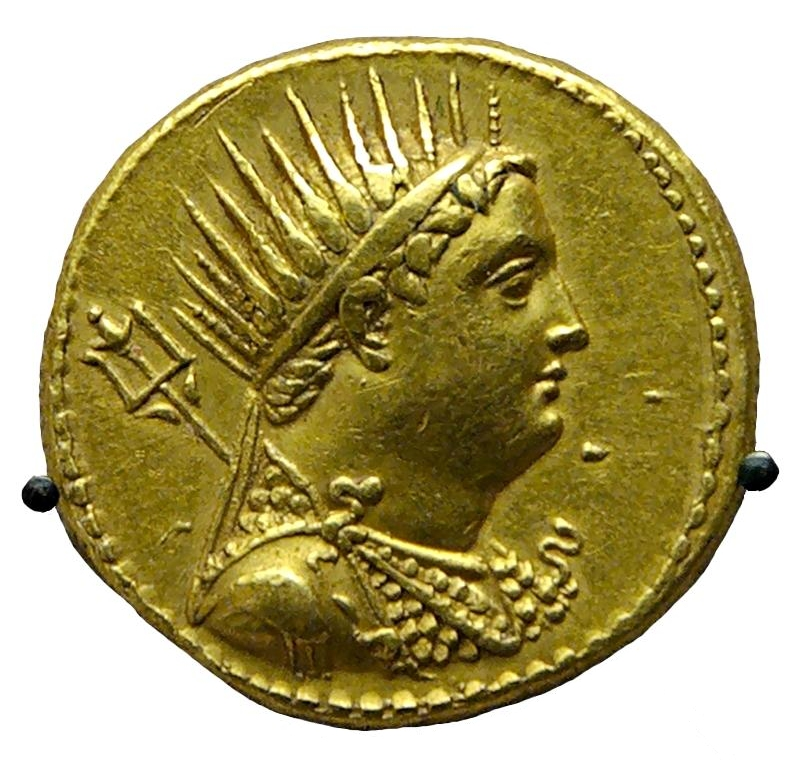
Ptolémée III
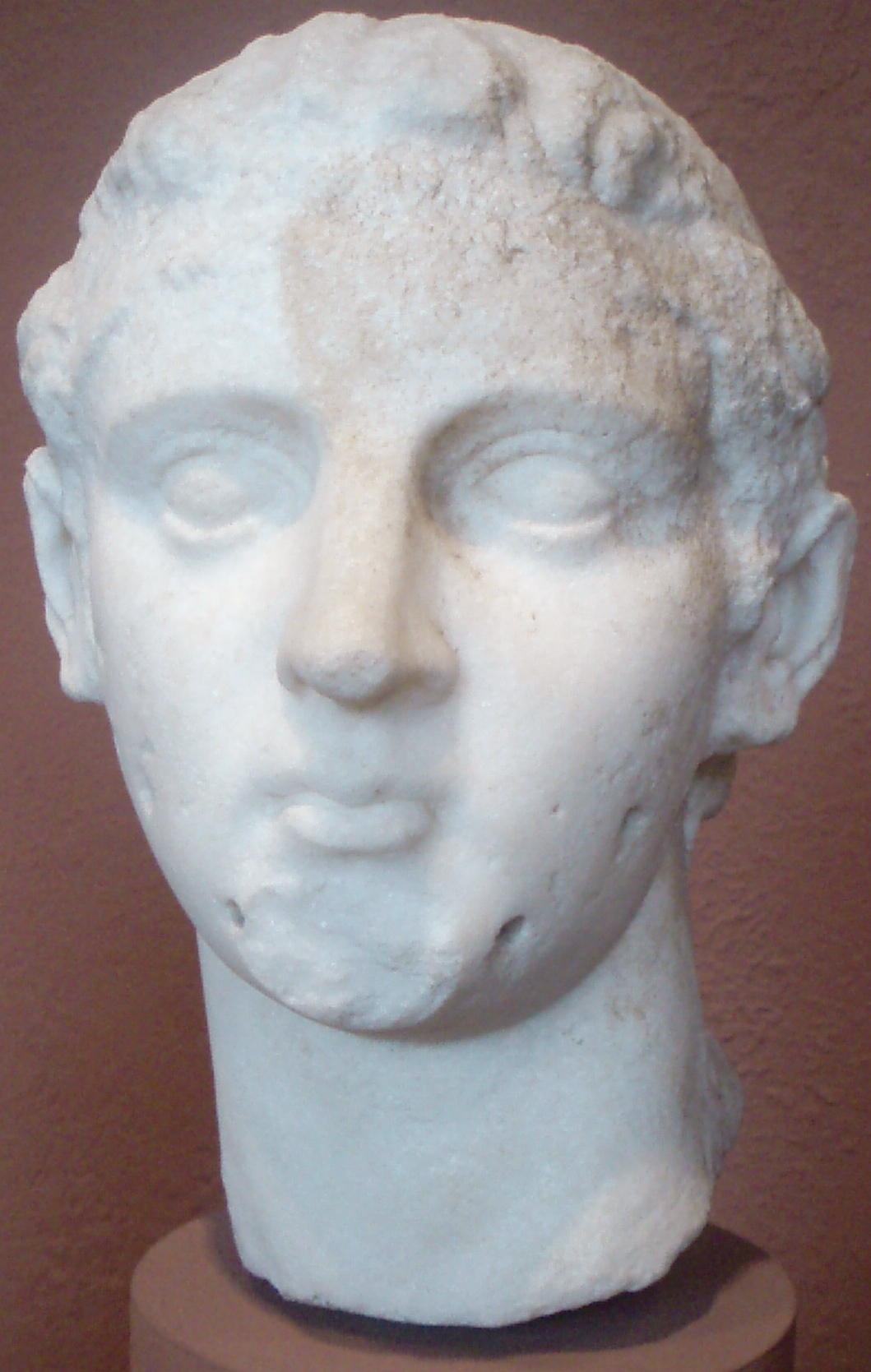
Ptolémée IV
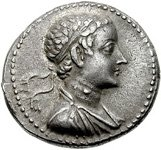
Ptolémée V
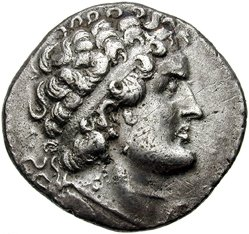
Ptolémée VI
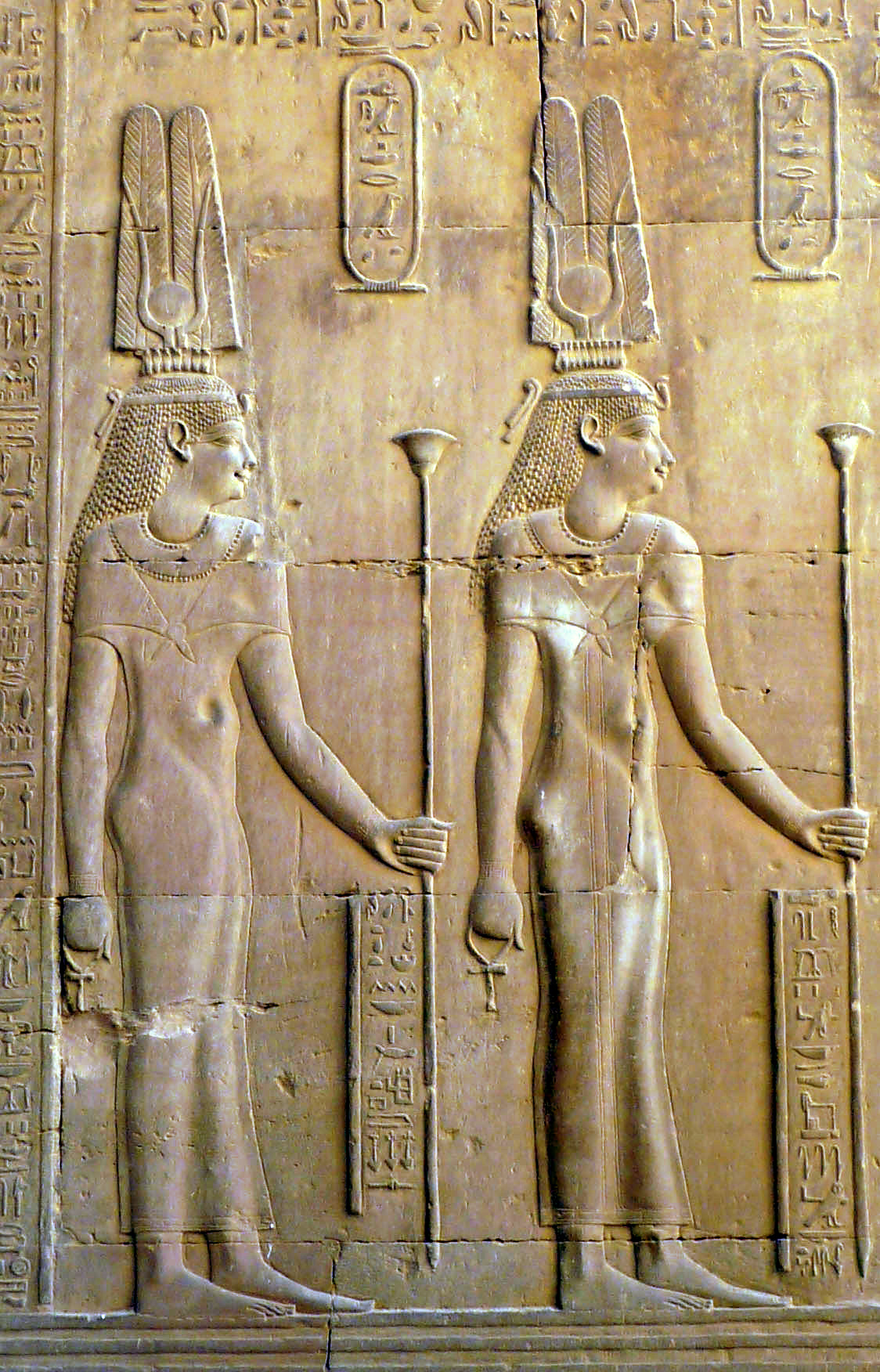
Cléopâtre II (à droite)
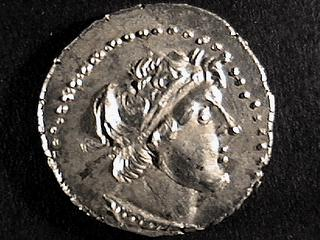
Ptolémée VIII
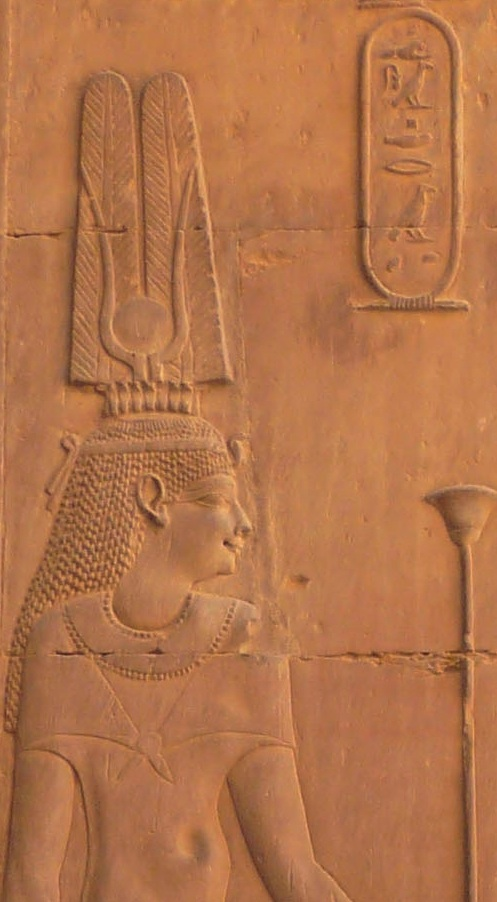
Cléopâtre III
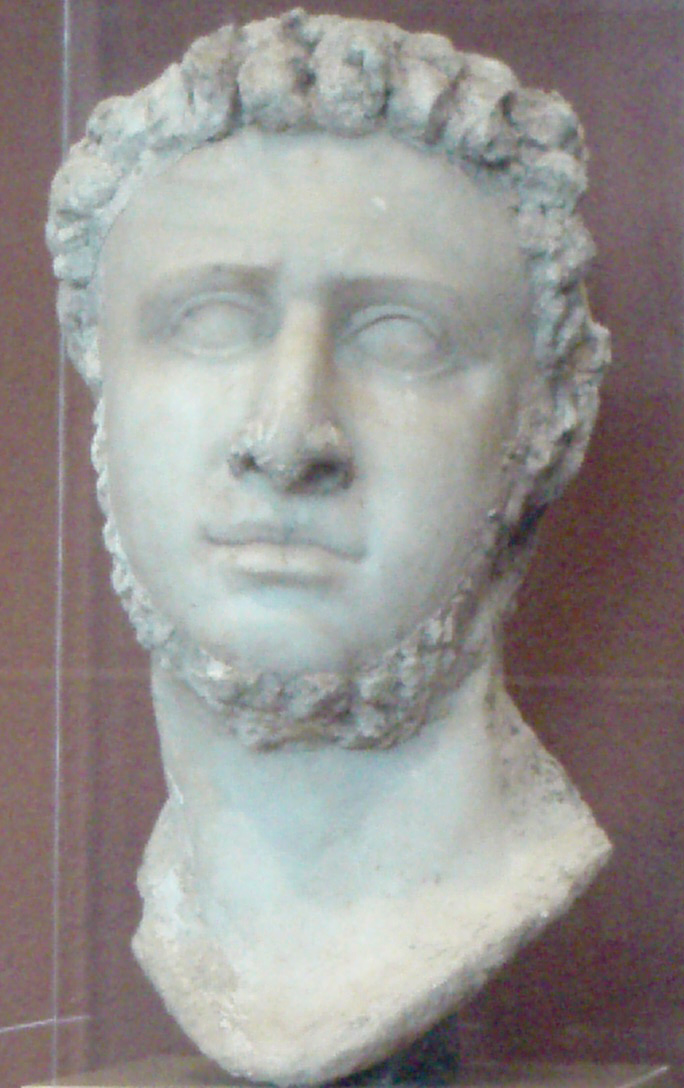
Ptolémée IX
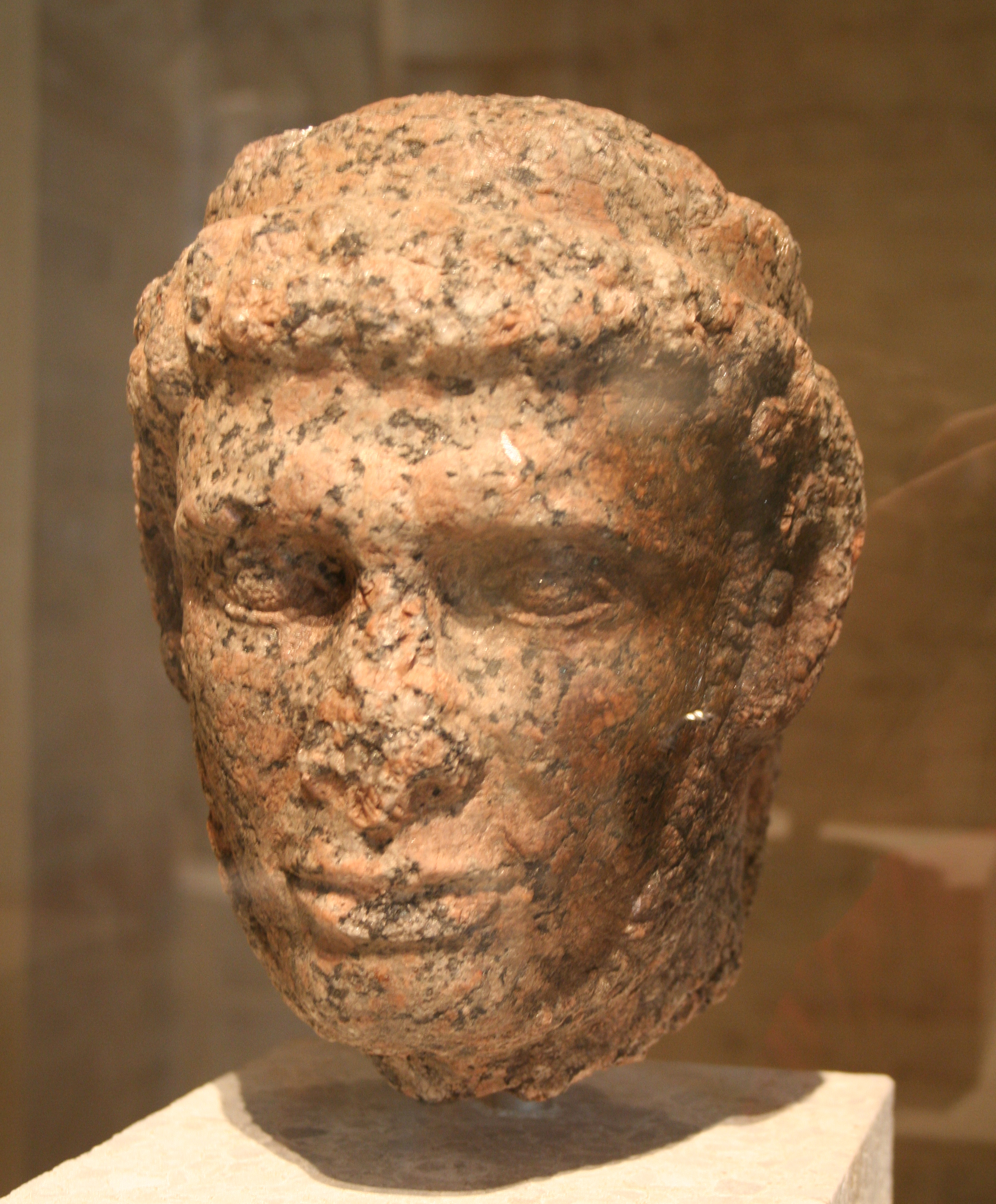
Ptolémée X
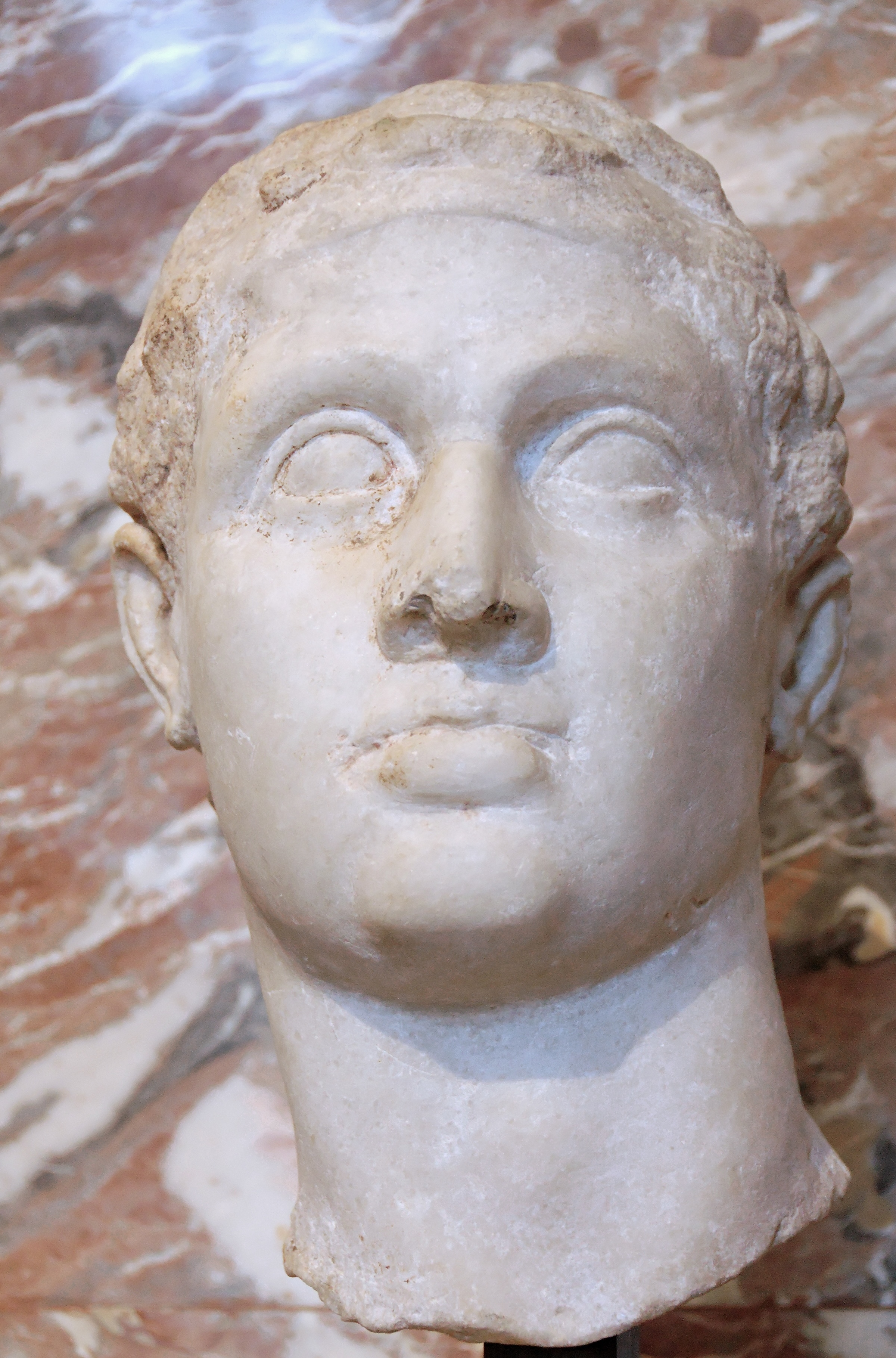
Ptolémée XII
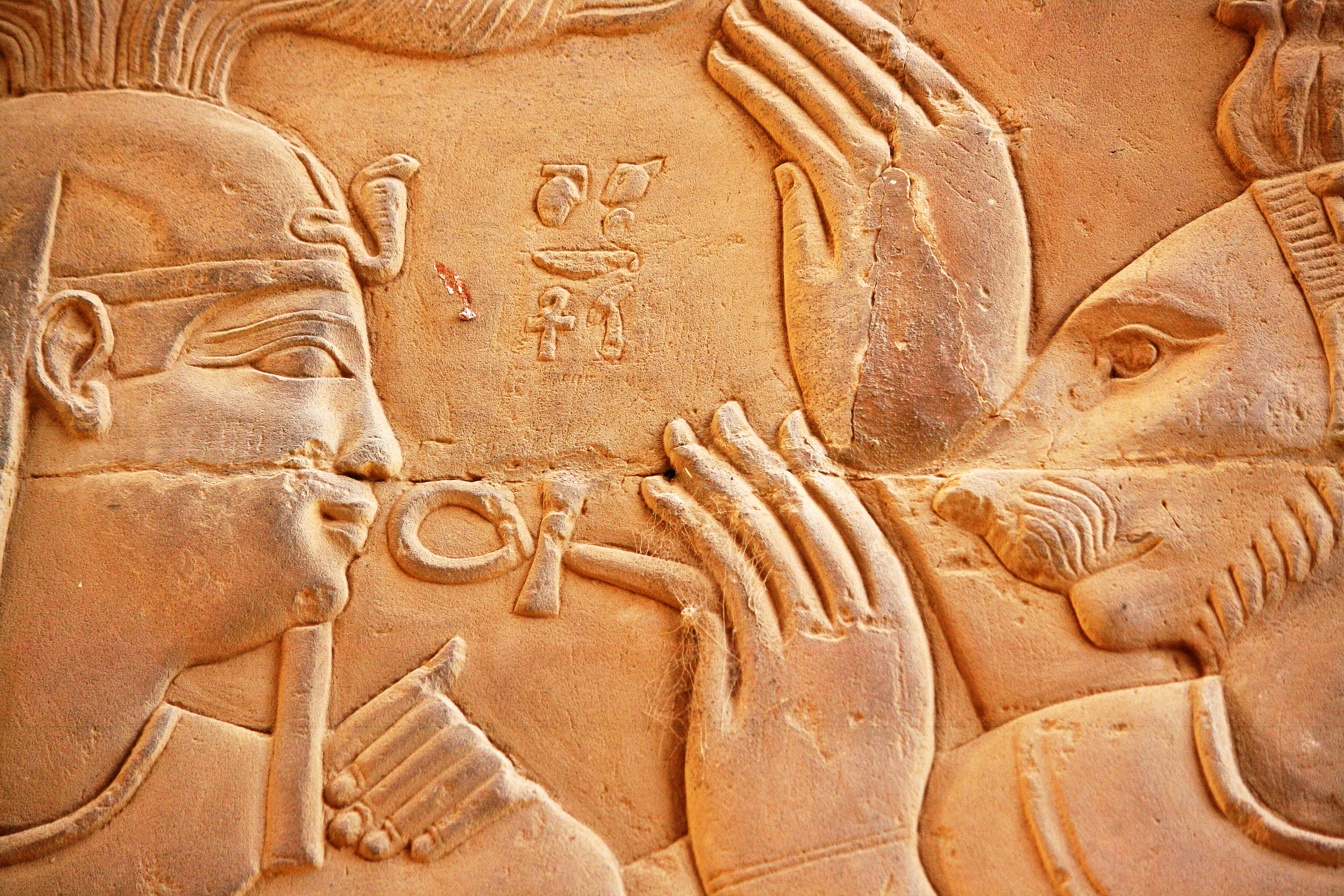
Ptolémée XIII et Isis
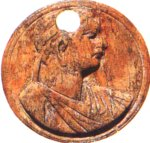
Ptolémée XIV
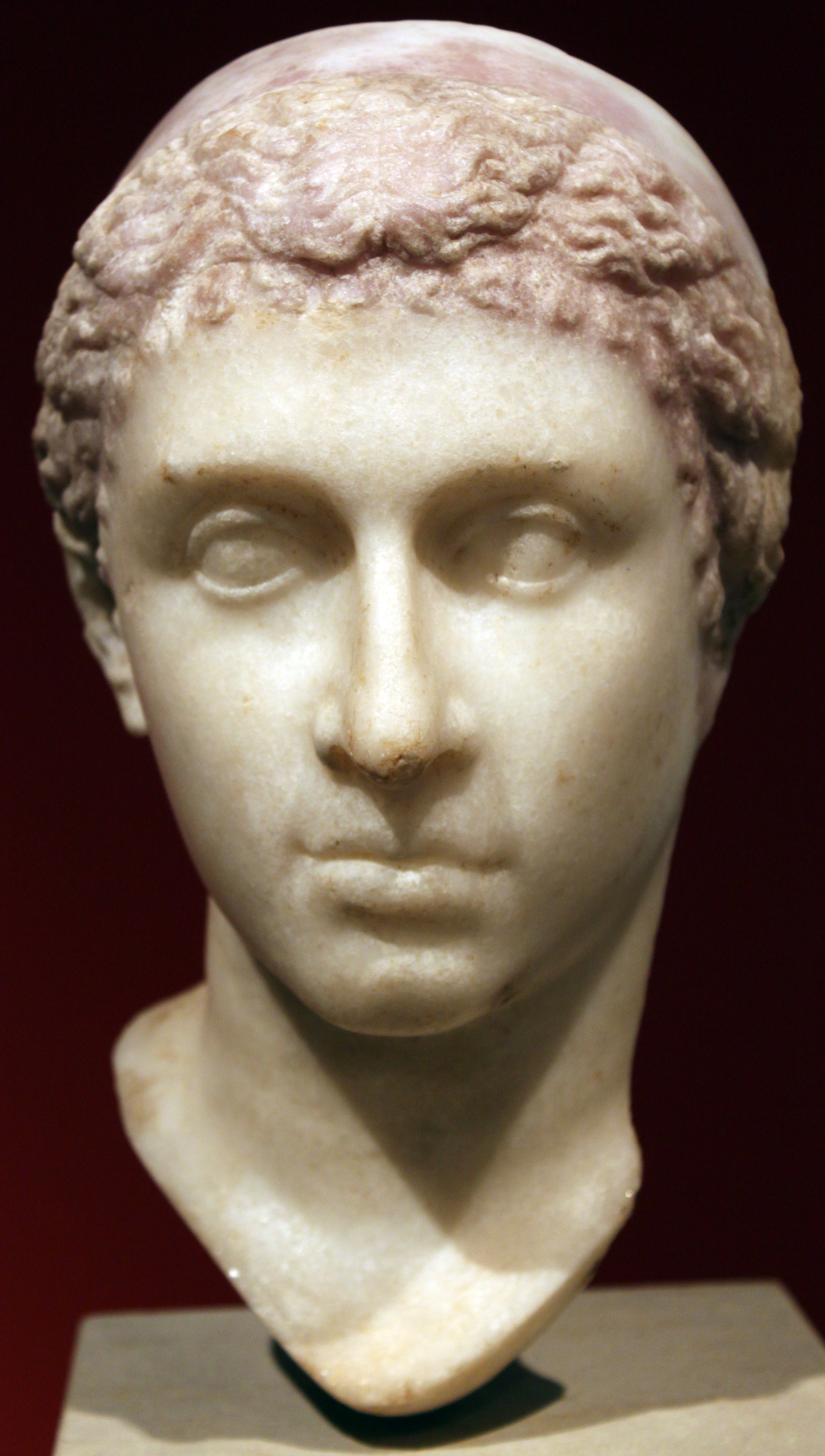
Cléopâtre VII
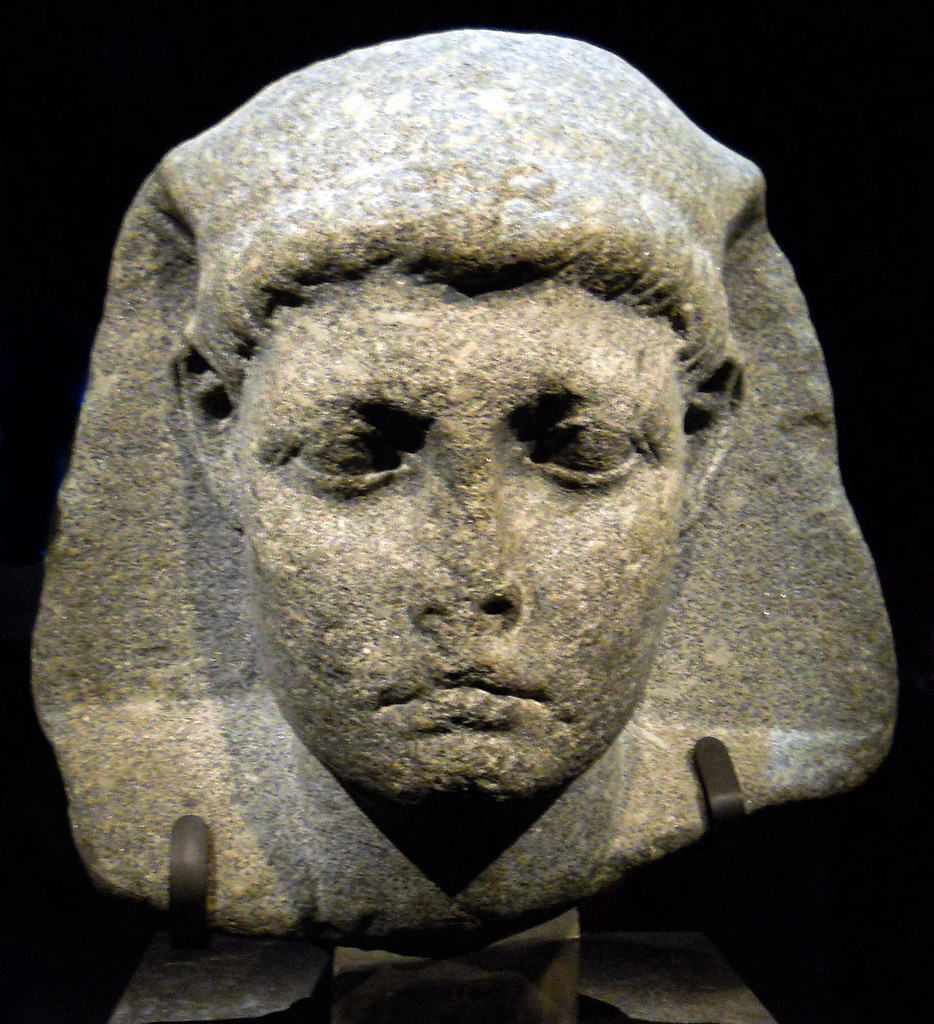
Ptolémée XV dit Césarion

Un Torse de pharaon ptolémaïque en basalte est conservé au Département des antiquités égyptiennes du musée du Louvre, sans que l'on puisse déterminer quel souverain est représenté.

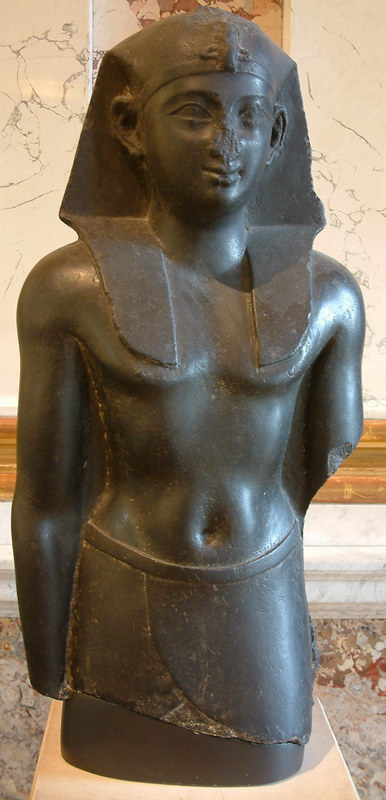